# Сова-рибоїд жовтодзьоба
Сова-рибоїд жовтодзьоба (Scotopelia bouvieri) — вид птахів родини Совові (Strigidae).

## Поширення
Зустрічається на узліссі тропічних лісів і в окремих лісистих районах на півдні Нігеру, на крайньому півдні Камеруну, у центральних і південних районах Центрально-Африканської республіки, у Габоні, Конго, на півночі Анголи і у Демократичній республіці Конго.

## Спосіб життя
Сова мешкає у лісових смугах уздовж річок, які під час сезону дощів розливаються і всі шість місяців важкодоступні, а тому й непридатні для господарської діяльності людини. У цей час тропічні річки (наприклад, річка Огве) піднімається на шість метрів вище свого рівня періоду посухи і затоплює 100 м прибережного лісу. У цей час багато дерев з гілками, що нависають над водою, на яких сидять сови, видивлялися свою здобич у річці — рибу, яка піднімається до поверхні. Рибу сови хапають кігтями і забирають до себе.

## Опис
Сова-рибоїд жовтодзьоба зустрічаються зазвичай у місцях свого проживання. Спостерігач з Нігерії за 25 днів зустрів 8-9 сов. Всі вони мали забарвлення, відмінне один від одного. У деяких птахів були яскраві і темні плями зверху на грудях і на голові, у деяких смужки були яскравіші і менш широкі. Колір верху тіла, голови і мантильї також варіювався: від світло-рудого до темно-бурого, зустрічаються також і сірі птахи. Низ тіла забарвлений у світло-сірий, дзьоб — кремово-жовтий. Очі темні, світло-жовті ноги і пальці.
Відомо два видових кличі цих сов: перший — тривалий, може повторюватися 45 хвилин з інтервалами в 15 секунд, другий — ухання, причому часто дуетом.